# 이한나
이한나(李寒娜, 1998년 2월 25일 ~ )는 대한민국의 배우이다.

## 학력
- 인천마장초등학교 (졸업)
- 용강중학교 (졸업)
- 서울공연예술고등학교 방송연예과 (졸업)
- 한국예술종합학교 연극원 연기과 (재학)

## 출연 작품

### 드라마
| 연도    | 제목                    | 역할   | 비고              |
| ------- | ----------------------- | ------ | ----------------- |
| 2007    | 《고맙습니다》          | 지선   |                   |
| 2007    | 《이산》                | 성송연 | 한지민 아역       |
| 2008    | 《최강칠우》            | 윤소윤 | 구혜선 아역       |
| 2010    | 《끝내주는 커피》       | 일랑   | KBS 드라마 스페셜 |
| 2010~11 | 《어린이 손자병법》     | 제갈량 |                   |
| 2011    | 《장미의 전쟁》         | 나로미 |                   |
| 2012    | 《아내의 자격》         | 조윤재 |                   |
| 2013    | 《네 이웃의 아내》      | 민은미 |                   |
| 2013    | 《메디컬 탑팀》         | 연이   |                   |
| 2014    | 《중학생 A양》          | 정나연 | KBS 드라마 스페셜 |
| 2014    | 《너희들은 포위됐다》   | 심혜지 |                   |
| 2023    | 《이번 생도 잘 부탁해》 | 이한나 | 4회 ~             |

### 영화
- 2013년 《플랜맨》 - 여고생 역

### 뮤직 비디오
- 2007년 SG 워너비 〈첫눈〉